# برنار کیلفن
برنار کیلفن (فرانسوی: Bernard Quilfen‎؛ زادهٔ ۲۰ آوریل ۱۹۴۹ – ۲۹ ژانویهٔ ۲۰۲۲) دوچرخه‌سوار اهل فرانسه بود.